# Airole
Airole (im Ligurischen: Airöe) ist eine norditalienische Gemeinde mit 359 Einwohnern (Stand 31. Dezember 2023) in der Region Ligurien. Politisch gehört sie zu der Provinz Imperia.

## Geographie
Airole liegt im Val Roia im Hinterland der Provinz von Imperia. Die an den Ufern des Flusses Roia gelegene Gemeinde ist circa 10 Kilometer von der Küste des Ligurischen Meers entfernt. Airole gehört zu der Comunità Montana Intemelia. Die Distanz zur Provinzhauptstadt Imperia beträgt ungefähr 55 Kilometer.
Die zum Territorium von Airole gehörende Zone, welche an den Monte Abellio grenzt, wurde von der Europäischen Kommission zur Site of Community Importance erklärt.
Nach der italienischen Klassifizierung bezüglich seismischer Aktivität wurde die Gemeinde der Zone 3 zugeordnet. Das bedeutet, dass sich Airole in einer seismisch wenig aktiven Zone befindet.

## Klima
Der kühlste Monat des Jahres ist der Januar mit einer mittleren Temperatur von +5,5 °C. Der Juli ist hingegen der heißeste Monat mit +22,5 °C im Schnitt.

## Sehenswürdigkeiten
- Pfarrkirche Santi Filippo e Giacomo umbaut im Barockstil 1757/1759 von Architekt Andrea Notari aus Curio im Tessin.
- Oratorium San Giovanni Battista mit Stuckarbeiten des Stuckateurs Andrea Notari Junior aus Curio.